# (5059) Saroma
(5059) Saroma ist ein Asteroid des Hauptgürtels, der am 11. Januar 1988 von den japanischen Astronomen Kin Endate und Kazurō Watanabe am Kitami-Observatorium (IAU-Code 400) in Kitami in der Unterpräfektur Okhotsk entdeckt wurde.
Der Asteroid gehört zur Eunomia-Familie, einer nach (15) Eunomia benannten Gruppe, zu der vermutlich fünf Prozent der Asteroiden des Hauptgürtels gehören.
Benannt wurde der Himmelskörper nach dem Saroma-See auf der Insel Hokkaidō, dem drittgrößten Binnensee Japans.